# バギーチャレンジ
バギーチャレンジ（英字表記：BUGGY CHALLENGE）は、1984年（昭和59年）8月にタイトーからリリースされたアーケード式のレースゲーム。

## ゲームのルール
デューンバギーを駆り、空に瞬く光点を目印にして障害物や敵車を避けながら荒野を進んでいく。障害物や敵車と衝突すると自車が炎上する。途中にある川に入っても爆発する。この際燃料も減ってしまい、それが無くなるとゲームオーバーとなる。4つのコースが存在し、最終コースを完走するとゲームクリアにて1周エンド。
コースは、荒地・草原・都市・アイスバーンの順に通る。アイスバーンでは常に滑りやすくなっている。
燃料はポイントゲートやゴールゲートを通ることで回復する。
主な操作は次の通り。
- ハンドルタイプの場合
  - ステアリング、シフトレバー、アクセルペダルを使ってレースを行う。
- ジョイスティックの場合
  - ジョイスティック、2ボタン（シフトLOW、シフトHI）でレースを行うが、操作が難しい。

また速度域に応じてコーナリング時に横滑りしつづけるため、ゲートなどをくぐる際は力業でねじ伏せるより速度域を落としたほうが無難。

## ゲームフューチャー
前述の障害物には種類があり、ゲートや鉄塔、河川、橋の柵、敵車などには爆発、炎上の当たり判定がある。山状のギャップを定速度以上で越えると、乗り上げ方次第では速度域に応じて片乗りジャンプから一回転ジャンプと言った曲乗りができる。このジャンプ時に地平線が回転軸方向とは逆に傾き、回転ジャンプ時は一定の角度から自車が回転する。こうした表現の一部はタイトー制作の『スカイデストロイヤー』へ継承されている｡